# بيتر ترودجيل
سفين أوستن داهل (مواليد 7 نوفمبر 1943) (بالإنجليزية: Peter Trudgill)‏ هو لساني اجتماعي، أكاديمي ومؤلف بريطاني.

## مسيرته
ولد في نورتش بإنجلترا، التحق بمدرسة مدينة نورتش سنة 1955. درس ترودجيل اللغات الحديثة في كلية كينجز في كامبردج، وحصل على الدكتوراه من جامعة إدنبرة في عام 1971. قبل أن يصبح أستاذا في علم اللسانيات الاجتماعية في جامعة إسكس.
درّس في قسم العلوم اللغوية بجامعة ريدنغ من عام 1970 إلى عام 1986. كان أستاذًا للغة الإنجليزية واللغويات في جامعة لوزان بسويسرا من 1993 إلى 1998، ثم في جامعة فريبورغ كذلك في سويسرا، وتقاعد منها في سبتمبر 2005، وهو الآن أستاذ فخري لللغة الإنجليزية.
وهو أستاذ فخري في علم اللسانيات الاجتماعية في جامعة إيست أنجليا في نورتش، إنجلترا. في 2 يونيو 1995 حصل على الدكتوراه الفخرية من كلية العلوم الإنسانية في جامعة أوبسالا، السويد. كما حصل على الدكتوراه الفخرية من جامعة إيست أنجليا وجامعة لا تروب في ملبورن.
وهو عضو في الأكاديمية النرويجية للعلوم والآداب، وزميل في الأكاديمية البريطانية.
ترودجيل هو مؤلف الفصل الأول من كتاب «أساطير اللغة» (Language Myths)، وهو عمل مشترك مع «لوري باور» (Laurie Bauer).